# コンスタンチン・コローヴィン
コンスタンチン・コローヴィン（Константи́н Алексе́евич Коро́вин 1861年12月5日 - 1939年9月11日)は、ロシア帝国の舞台美術家、画家。「コローヴィン」は、「コロヴィン」とも表記される。

## 経歴
ロシア帝国のモスクワで商人の家に誕生した。古儀式派の一族だった。兄セルゲイも画家である。
モスクワ絵画・彫刻・建築学校で学んだあと、サンクトペテルブルクにあるアカデミーに学んだが失望して中退した。1885年にフランスやスペインを訪れ印象派に魅せられた。
1880年代頃からオペラ、バレエ、演劇などの衣装や装飾のデザインを手がけ始める。サーヴァ・マモントフの歌劇場の舞台装置を担当した。
それからマリインスキー劇場のオペラやバレエの舞台装置に関わり、ボリショイ劇場の舞台美術家としても活躍するなど数多くの劇場の舞台美術を担当した。ニコライ・リムスキー＝コルサコフのオペラやコンスタンチン・スタニスラフスキーの演劇の舞台装置にかかわった。
また、各地を訪れ、風景画を描いた。それから『芸術世界』に入会した。1896年の全ロシア博覧会で極北展示館のデザインを担当した。1900年に開催されたパリ万国博覧会でコローヴィンがデザインしたロシア帝国の展示館は絶賛され、フランス政府からレジオンドヌール勲章を授与された。
母校モスクワ絵画・彫刻・建築学校で教員に就いた。ロシア革命の余波もあって最終的にフランスに移った。パリで死去した。

## 作

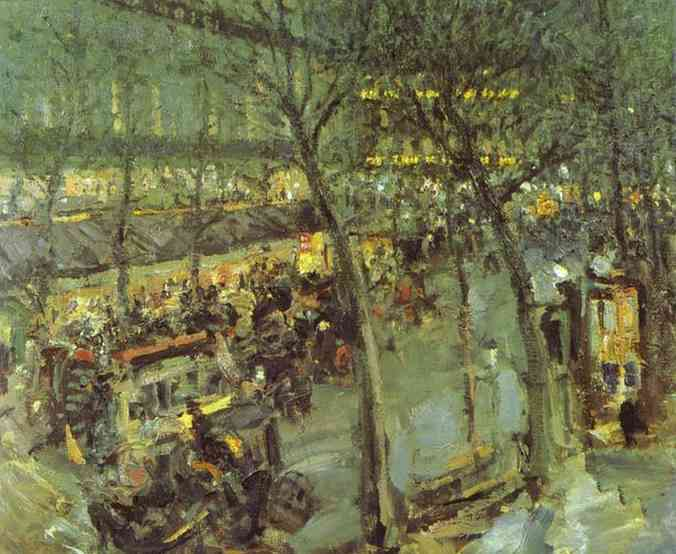
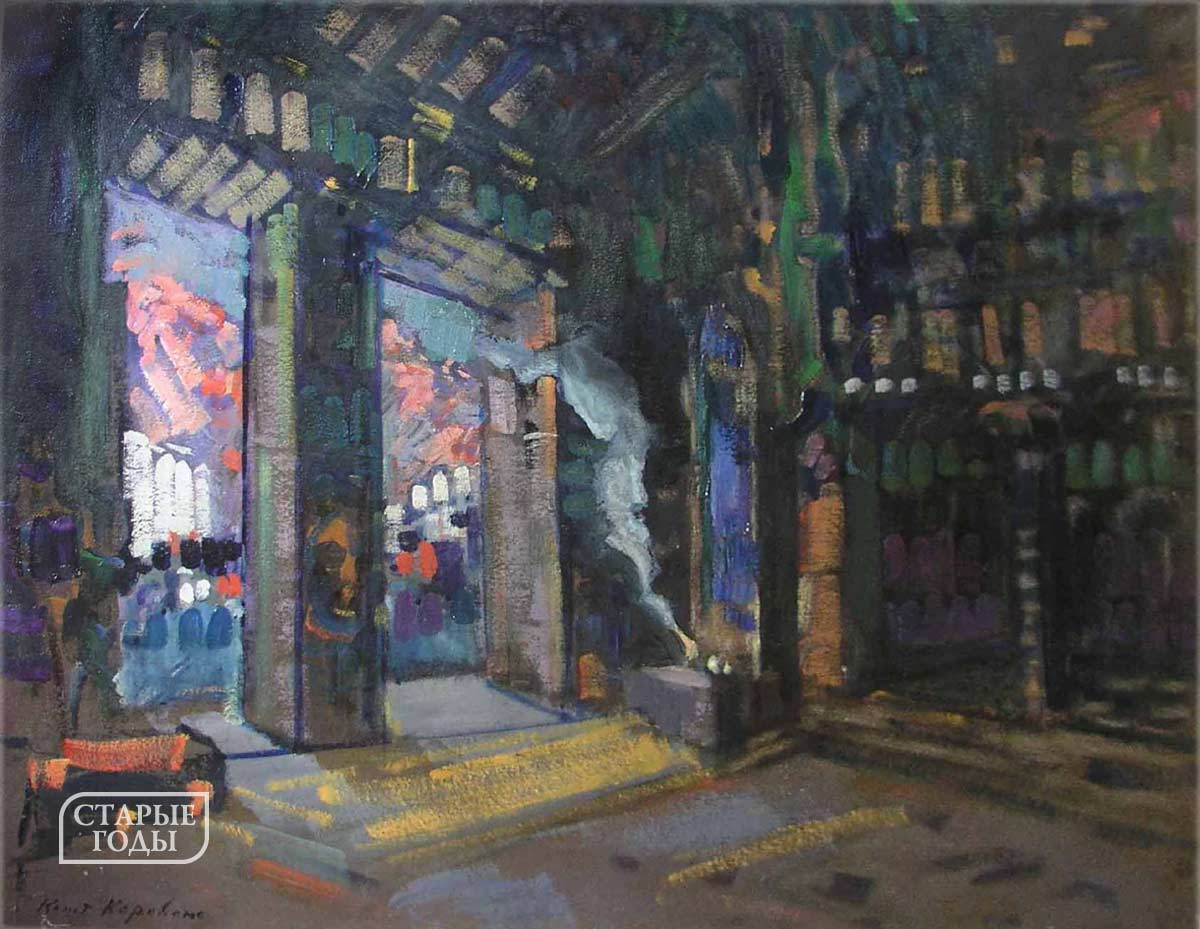
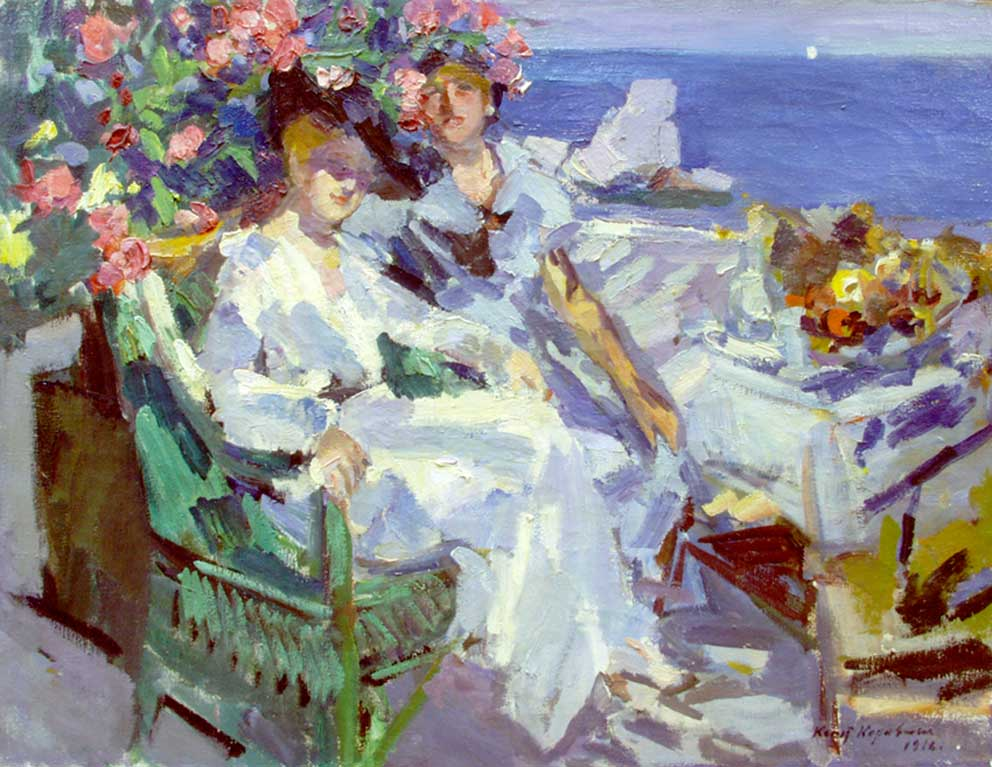
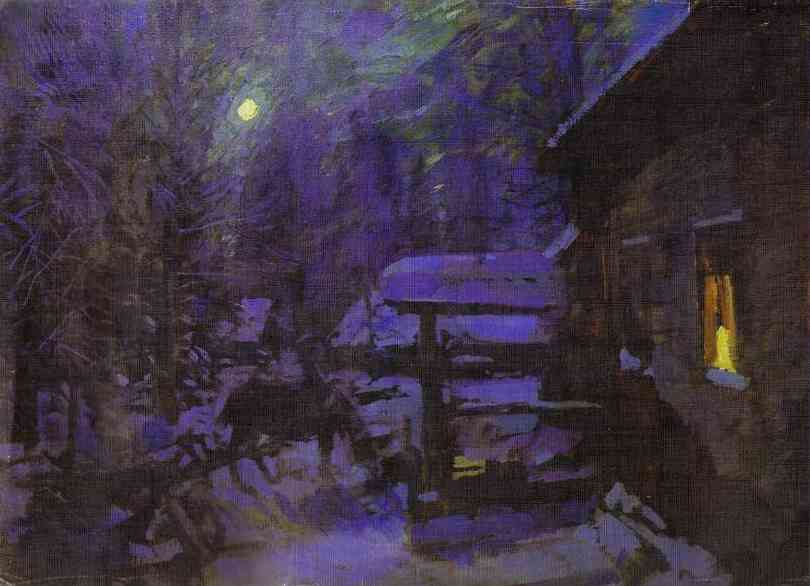
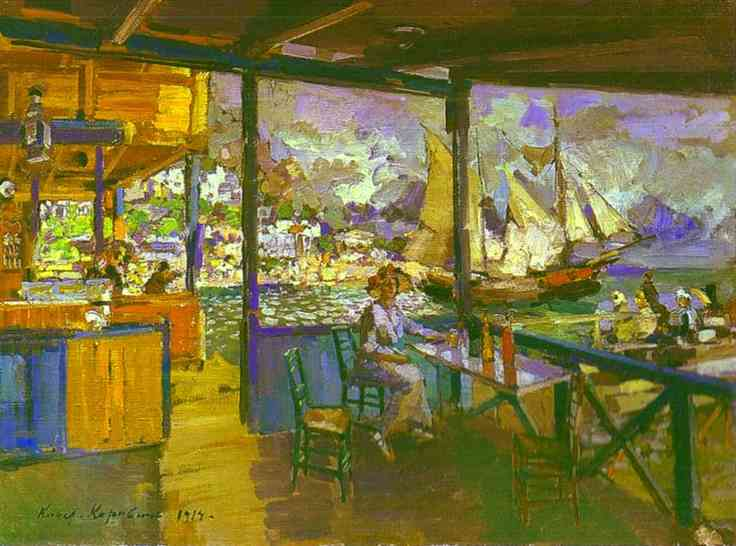
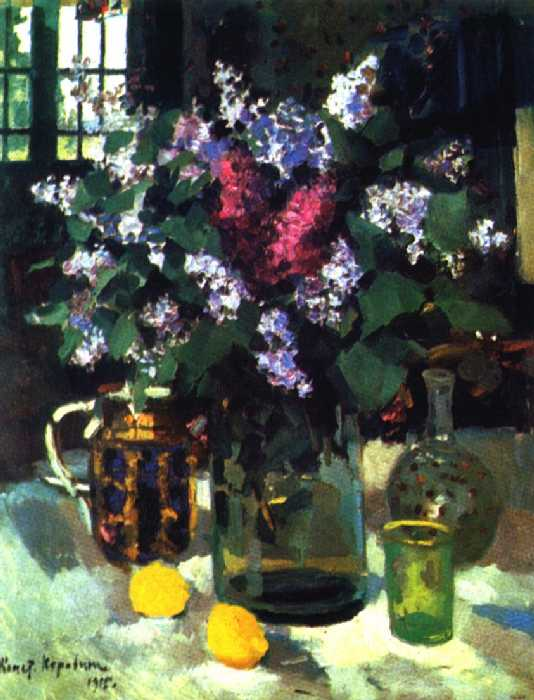
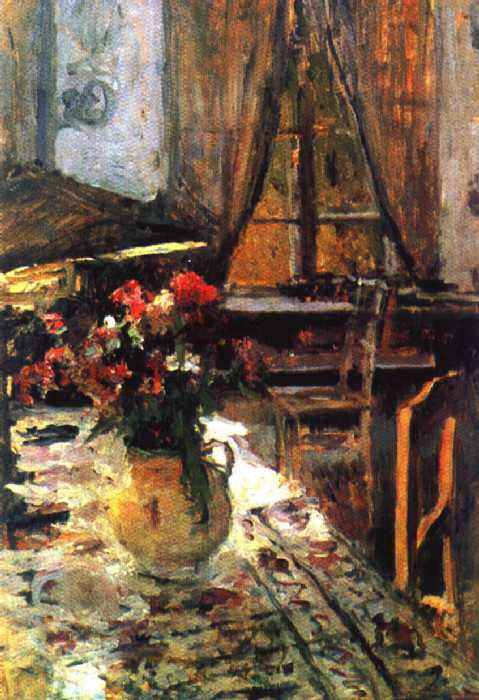
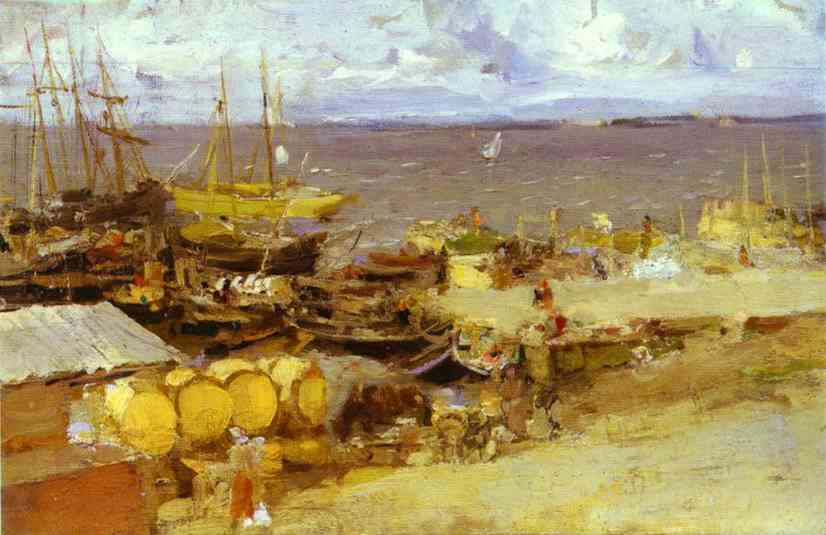
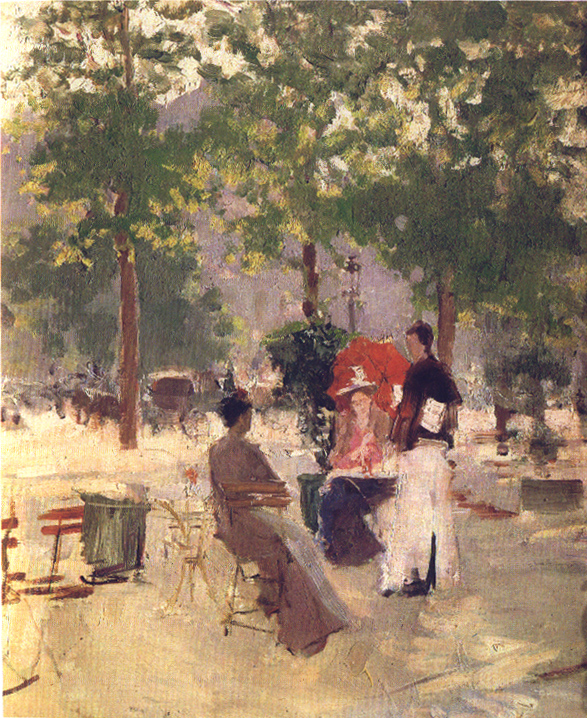
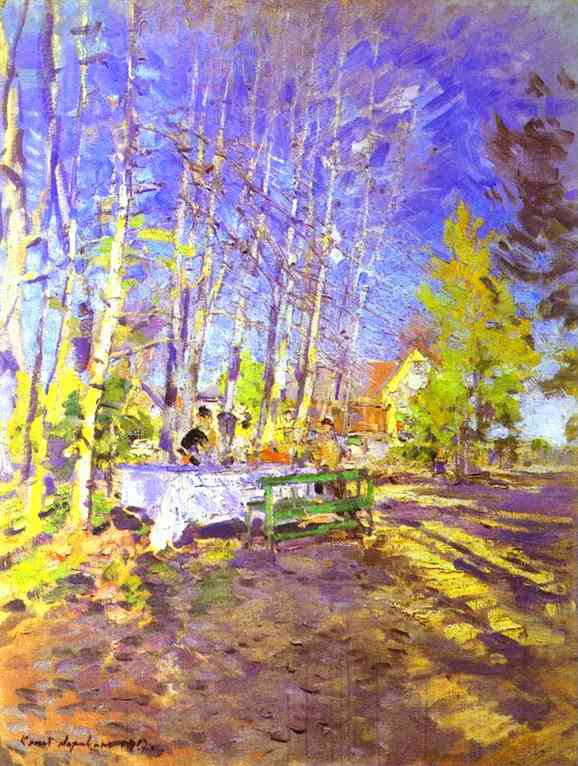
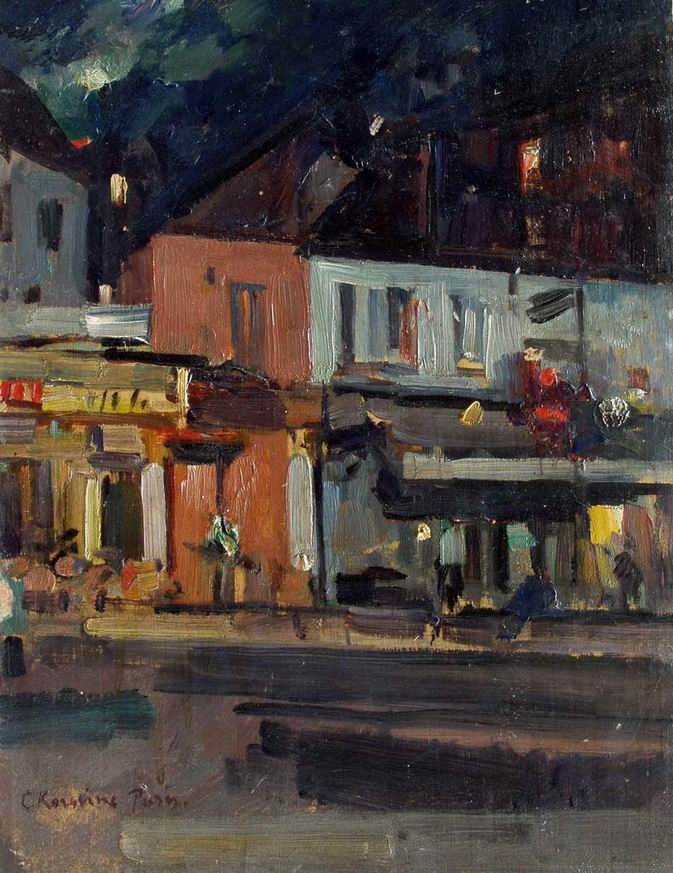
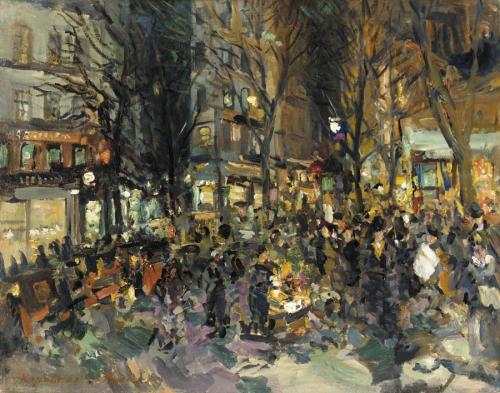
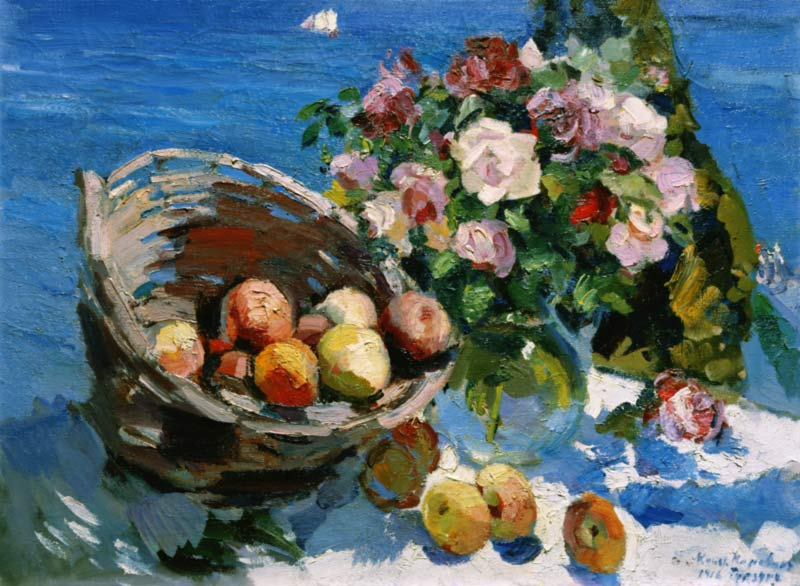
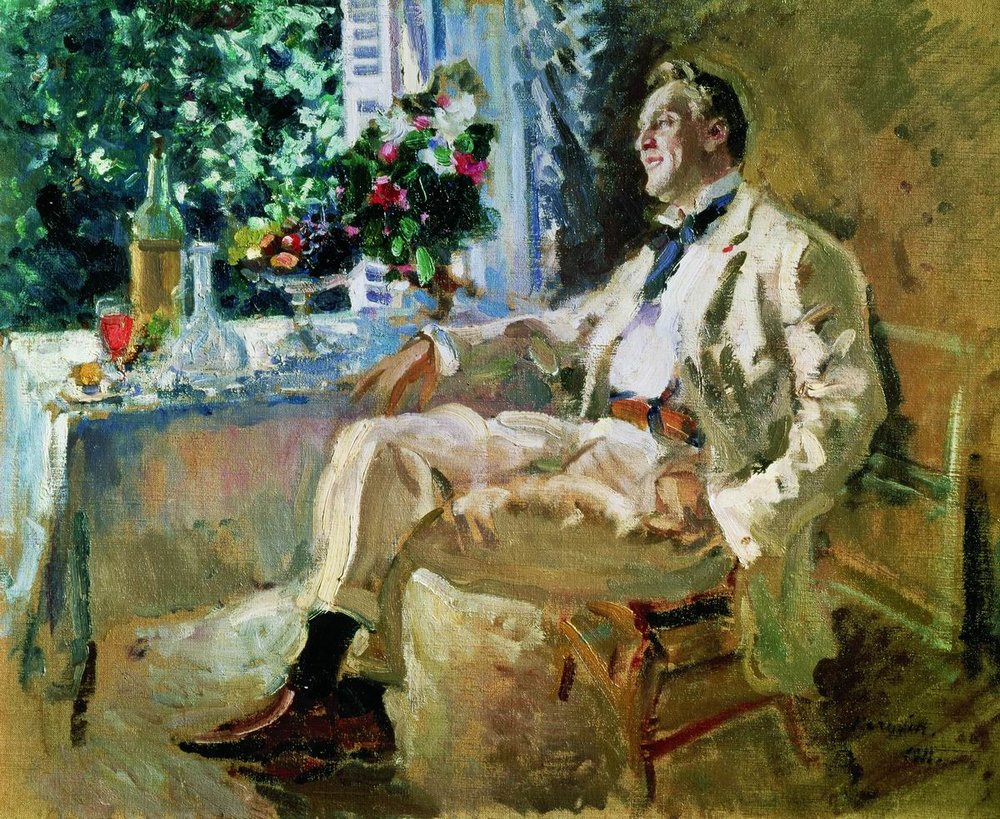
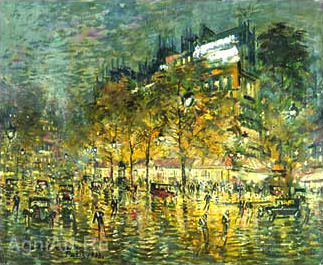
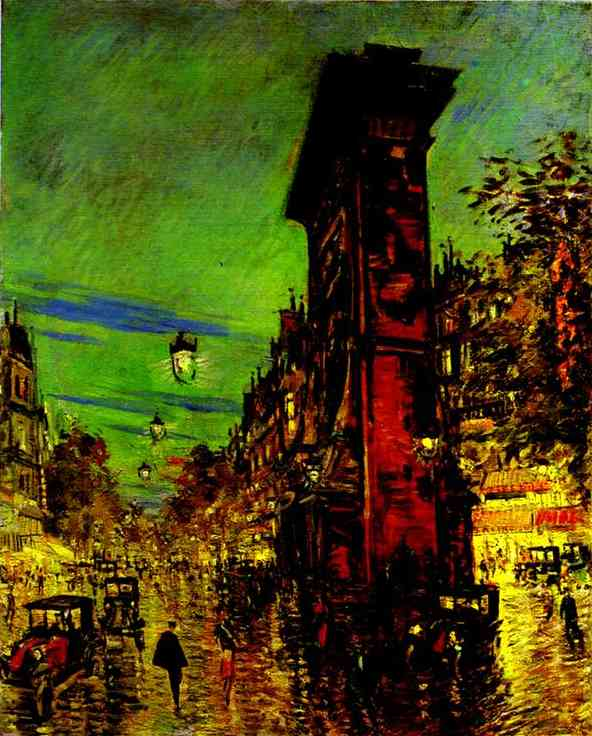
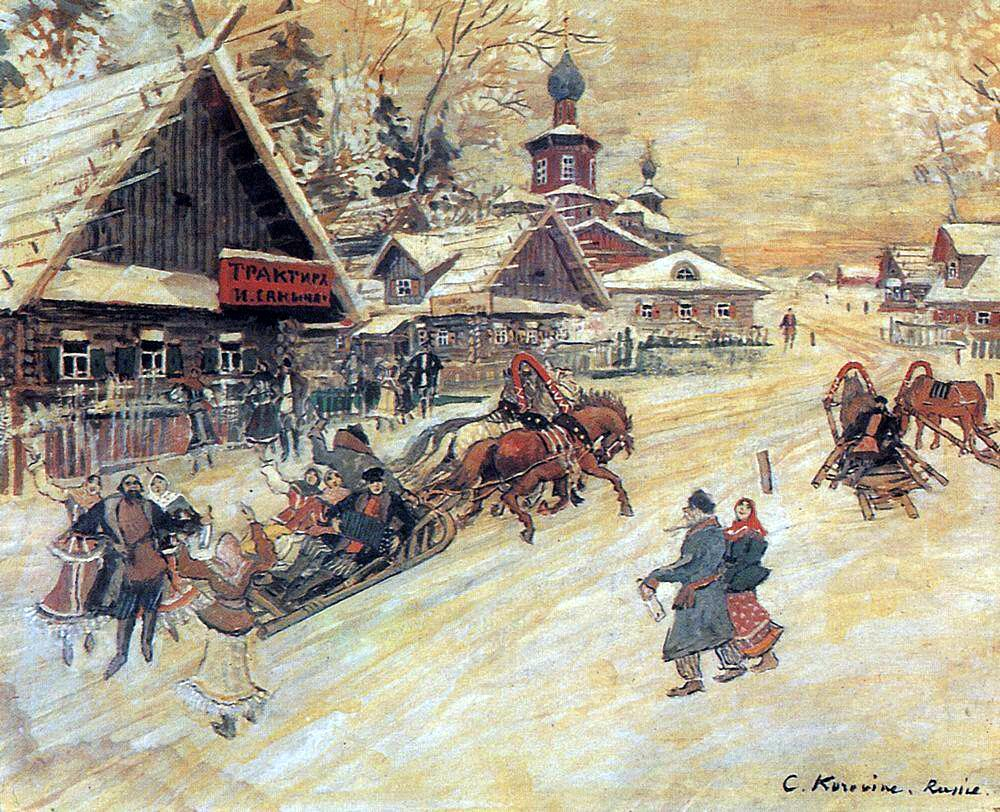
『マースレニッツァのお祭り』
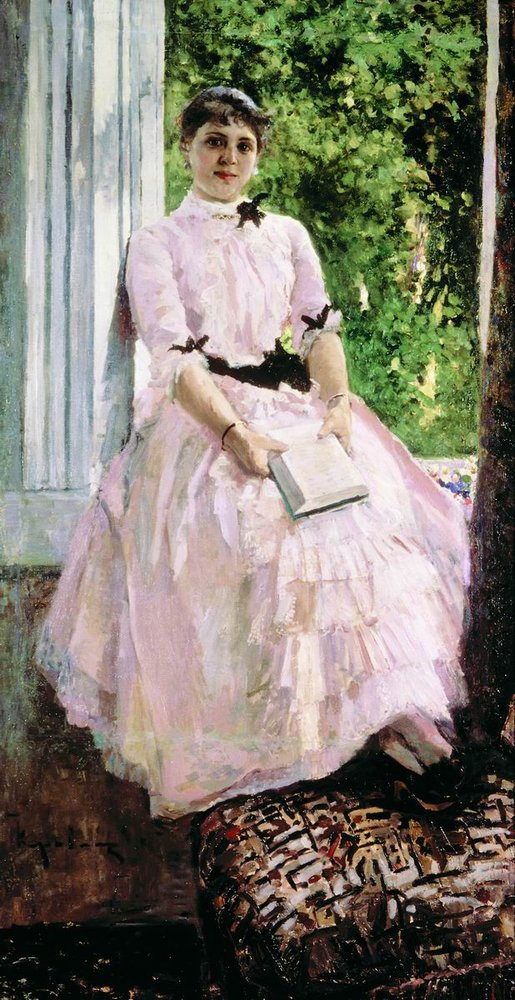
『タティアナ・スピリドノヴナ＝リュバトヴィチの肖像』